# Dakoro (Niger)
Dakoro ist eine Stadtgemeinde und der Hauptort des gleichnamigen Departements Dakoro in Niger.

## Geographie

### Lage und Gliederung

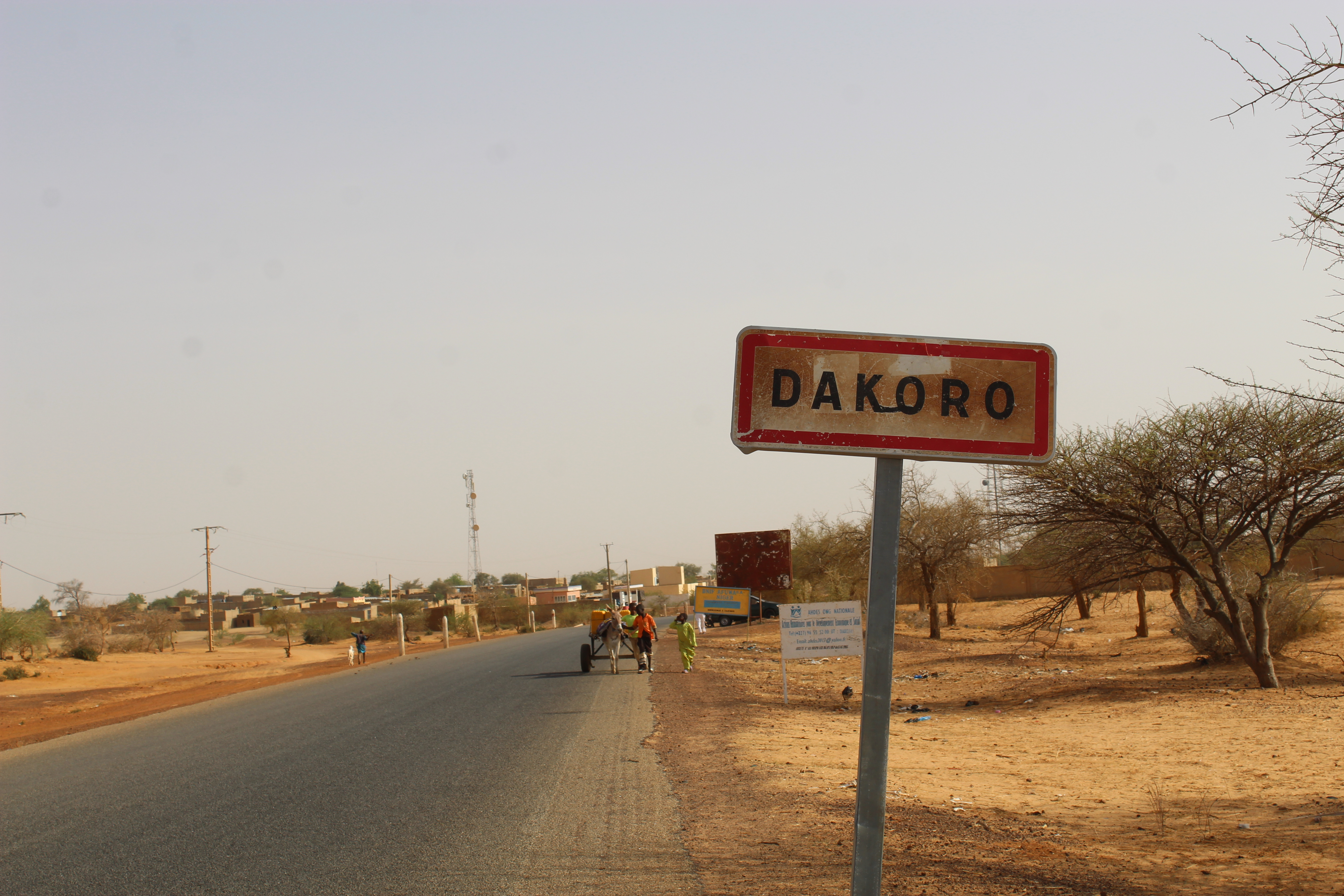
Stadteinfahrt von Dakoro (2023)

Dakoro liegt in der Sahelzone. Die Nachbargemeinden sind Azagor im Norden und Birni Lallé im Osten, Süden und Westen. Nördlich des Stadtzentrums befindet sich das bis nach Nigeria verlaufende Tarka-Tal. Die früher vielfältigere Pflanzenwelt auf den sandigen Böden von Dakoro ist – aufgrund wiederkehrender Dürren und der menschlichen Besiedlung – im Wesentlichen nur noch von Akazien und Balanites geprägt.
Die Gemeinde Dakoro besteht aus einem urbanen und einem ländlichen Gemeindegebiet. Das urbane Gemeindegebiet ist in mehrere Stadtviertel gegliedert. Diese heißen Albadji, Camp de Gardes, Camp Gendarmerie, Centre de Réinsertion, Déram Balaka, Groupement FNIS, Hachimou Chipkaou, Kourmi, Mago Gari, Maguéma, Prison Civile, Quartier Administratif, Quartier Tsouna, Rouboukawa, Sabon Gari Mahamane, Takalmabua und Zangon Madougou. Bei den Siedlungen im ländlichen Gemeindegebiet handelt es sich um 58 Dörfer, 28 Weiler und drei Lager.

### Klima
In Dakoro herrscht trockenes Wüstenklima vor. Die klimatologische Messstation im Stadtzentrum liegt auf 350 m Höhe und wurde 1954 in Betrieb genommen.
|                        | Jan  | Feb  | Mär  | Apr  | Mai  | Jun  | Jul  | Aug  | Sep  | Okt  | Nov  | Dez  |   |      |
| Mittl. Temperatur (°C) | 20,9 | 24,1 | 28,0 | 31,6 | 32,7 | 32,1 | 29,5 | 27,5 | 29,4 | 29,5 | 26,0 | 21,8 | ⌀ | 27,8 |
| Mittl. Tagesmax. (°C)  | 29,0 | 32,5 | 36,5 | 39,6 | 40,0 | 38,5 | 35,0 | 32,3 | 35,7 | 36,9 | 34,0 | 29,9 | ⌀ | 35   |
| Mittl. Tagesmin. (°C)  | 13,4 | 16,0 | 19,3 | 22,8 | 24,9 | 26,0 | 24,7 | 23,5 | 23,8 | 22,1 | 18,3 | 14,4 | ⌀ | 20,8 |
|                        |      |      |      |      |      |      |      |      |      |      |      |      |   |      |
| Niederschlag (mm)      | 0    | 0    | 0    | 1    | 8    | 12   | 50   | 95   | 31   | 6    | 0    | 0    | Σ | 203  |
|                        |      |      |      |      |      |      |      |      |      |      |      |      |   |      |
| Sonnenstunden (h/d)    | 10,2 | 10,5 | 10,8 | 11,2 | 11,5 | 11,6 | 10,4 | 8,9  | 10,5 | 10,6 | 10,3 | 10,2 | ⌀ | 10,6 |
|                        |      |      |      |      |      |      |      |      |      |      |      |      |   |      |
| Regentage (d)          | 0    | 0    | 0    | 0    | 1    | 2    | 7    | 9    | 4    | 1    | 0    | 0    | Σ | 24   |
|                        |      |      |      |      |      |      |      |      |      |      |      |      |   |      |
| Luftfeuchtigkeit (%)   | 17   | 12   | 10   | 12   | 23   | 38   | 56   | 69   | 53   | 25   | 17   | 18   | ⌀ | 29,3 |

| 13,4 |

| 16,0 |

| 19,3 |

| 22,8 |

| 24,9 |

| 26,0 |

| 24,7 |

| 23,5 |

| 23,8 |

| 22,1 |

| 18,3 |

| 14,4 |

| 13,4 |

| 16,0 |

| 19,3 |

| 22,8 |

| 24,9 |

| 26,0 |

| 24,7 |

| 23,5 |

| 23,8 |

| 22,1 |

| 18,3 |

| 14,4 |

| N i e d e r s c h l a g | 0   | 0   | 0   | 1   | 8   | 12  | 50  | 95  | 31  | 6   | 0   | 0   |
|                         | Jan | Feb | Mär | Apr | Mai | Jun | Jul | Aug | Sep | Okt | Nov | Dez |

## Geschichte
Dakoro wurde in den 1890er Jahren von Hausa gegründet, die aus den Gebieten der heutigen Regionen Agadez und Tahoua kamen.
Im zu Dakoro gehörenden Dorf Maïlafia richtete die damalige französische Verwaltung 1947 eine Schule speziell für die nomadische Bevölkerung ein. Die Schule war eine der ersten ihrer Art in Niger. Das französische Übersee-Forschungsinstitut Office de la Recherche Scientifique et Technique Outre-Mer (ORSTOM) betrieb in Dakoro eine geomagnetische Station, die zu einem Netzwerk von mehreren hundert ORSTOM-Stationen in Westafrika gehörte, an denen in den 1950er Jahren geomagnetische Messungen vorgenommen wurden.
Dakoro wurde 1960, im Jahr der Unabhängigkeit Nigers von Frankreich, zum Hauptort des Bezirks Dakoro, aus dem 1964 das Arrondissement Dakoro und 1998 das Departement Dakoro hervorging. Der Markt von Dakoro war in den 1960er Jahren ein wichtiger Umschlagplatz für Erdnüsse, dem damals bedeutendsten Exportgut Nigers. Im Jahr 2002 wurde das Gemeindegebiet im Zuge einer landesweiten Verwaltungsreform um Teile des Kantons Birni Lallé vergrößert.

## Bevölkerung
Bei der Volkszählung 2012 hatte die Stadtgemeinde 71.201 Einwohner, die in 9157 Haushalten lebten. Bei der Volkszählung 2001 betrug die Einwohnerzahl 42.126 in 6000 Haushalten.
Im Stadtgebiet ohne den ländlichen Siedlungen lebten bei der Volkszählung 2012 29.293 Einwohner in 3847 Haushalten, bei der Volkszählung 2001 18.875 in 2734 Haushalten und bei der Volkszählung 1988 14.564 in 2185 Haushalten. Bei der Volkszählung 1977 waren es 10.688 Einwohner.
In ethnischer Hinsicht ist die Gemeinde ein Siedlungsgebiet von Gobirawa, Tuareg und Fulbe.

## Politik und Justiz

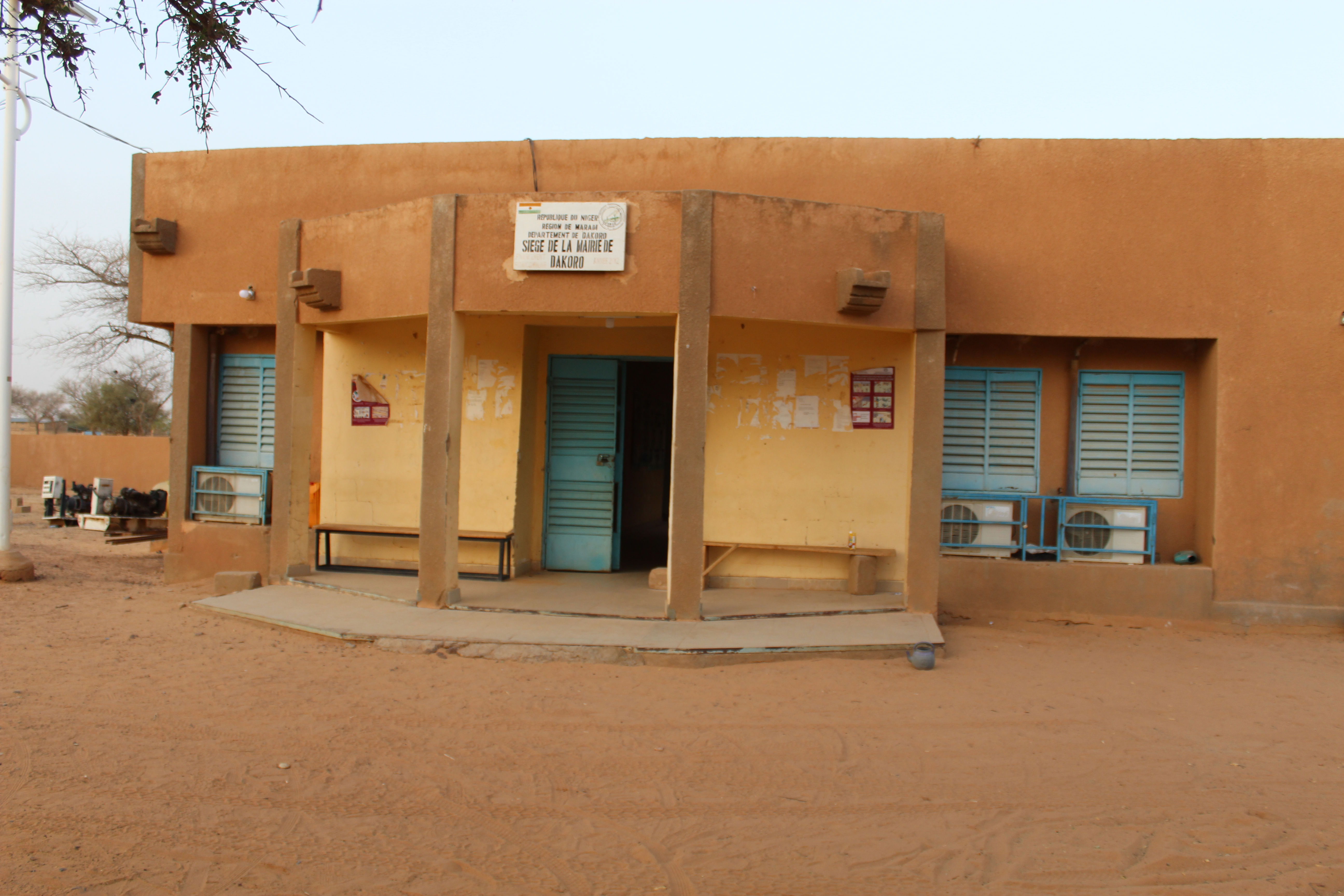
Rathaus von Dakoro (2023)

Der Gemeinderat (conseil municipal) hat 19 gewählte Mitglieder. Mit den Kommunalwahlen 2020 sind die Sitze im Gemeinderat wie folgt verteilt: 9 PNDS-Tarayya, 5 MNSD-Nassara, 3 MPR-Jamhuriya, 1 MPN-Kiishin Kassa und 1 PNA-Al’ouma.
Jeweils ein traditioneller Ortsvorsteher (chef traditionnel) steht an der Spitze von 55 Dörfern im ländlichen Gemeindegebiet.
Die Stadt ist der Sitz eines Tribunal d’Instance, eines der landesweit 30 Zivilgerichte, die unterhalb der zehn Zivilgerichte der ersten Instanz (Tribunal de Grande Instance) stehen. Es gibt zwei Gefängnisse in der Stadt: Die Haftanstalt Dakoro hat eine Aufnahmekapazität von 120 Insassen und die Jugendhaftanstalt Dakoro eine solche von 100 Insassen.

## Wirtschaft und Infrastruktur

### Wirtschaft
Die wirtschaftlichen Eckpfeiler der Stadt sind die Landwirtschaft und der Handel. Der Anbau von Hirse, Sorghum und Augenbohnen ist durch ausbleibende Niederschläge stark gefährdet. Es kommt manchmal zu Konflikten zwischen Ackerbauern und Viehzüchtern um die wenigen landwirtschaftlich nutzbaren Flächen. Im Stadtzentrum wird ein bedeutender Viehmarkt abgehalten. Die Handelsverbindungen reichen bis nach Libyen und – über Diffa, Gouré und Maradi – nach Nigeria. Für den Handel mit Lebensmitteln wichtige Wochenmärkte gibt es sonntags im Dorf Gougou und montags im Dorf Intouila I. Aufgrund eines 1998 eröffneten Zentrums für Kunsthandwerk sind außerdem Lederbearbeitung, Schmiedekunst und ähnliche Aktivitäten von Bedeutung für die Wirtschaft der Stadt. Das staatliche Versorgungszentrum für landwirtschaftliche Betriebsmittel und Materialien (CAIMA) unterhält eine Verkaufsstelle im Stadtzentrum.

### Gesundheit und Bildung

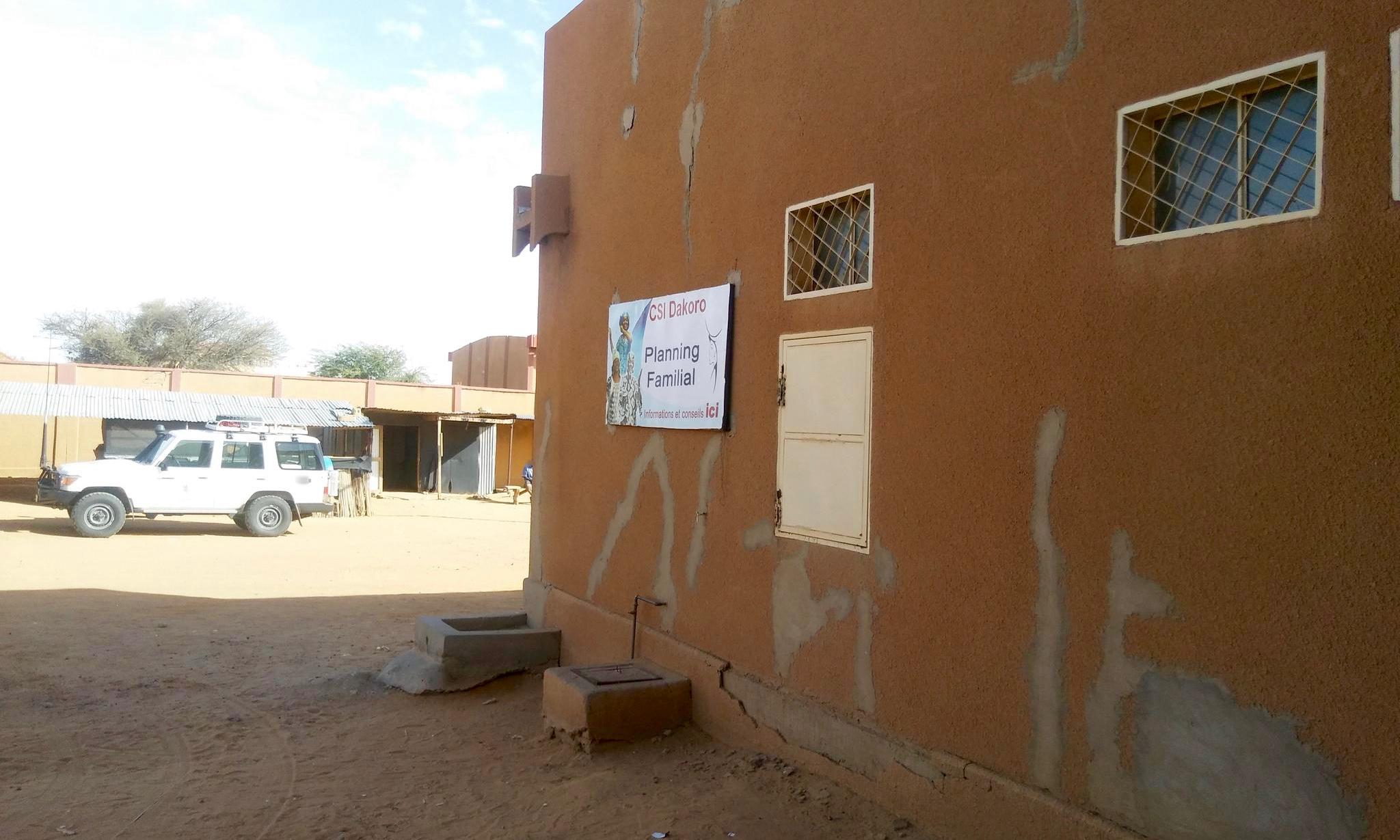
Gesundheitszentrum Dakoro

Im Stadtzentrum gibt es ein Distriktkrankenhaus und ein über ein eigenes Labor und eine Entbindungsstation verfügendes Gesundheitszentrum des Typs Centre de Santé Intégré (CSI). Ein weiteres Gesundheitszentrum dieses Typs, jedoch ohne eigenes Labor und Entbindungsstation, ist in der ländlichen Siedlung Intouila I vorhanden.
Allgemein bildende Schulen der Sekundarstufe sind der CEG FA Dakoro und der CES Dakoro. Das Kürzel CEG FA steht für Collège d’Enseignement Général Franco Arabe und verweist auf einen Schwerpunkt auf die arabische zusätzlich zur französischen Sprache. Das Kürzel CES steht für Collège d’Enseignement Secondaire. Beim Collège d’Enseignement Technique de Dakoro (CET Dakoro) handelt es sich um eine technische Fachschule, beim Centre de Formation aux Métiers de Dakoro (CFM Dakoro) und beim Centre de Formation aux Métiers d’Intouila (CFM Intouila) um Berufsausbildungszentren.

### Verkehr
Im urbanen Zentrum von Dakoro kreuzen sich die zwischen Kadata und Abalak verlaufende Nationalstraße 30 und die zwischen Keita und Sabon Kafi verlaufende Nationalstraße 32.

## Persönlichkeiten
- Kalla Ankourao (* 1946), Politiker